# Une nature énigmatique
Une nature énigmatique (en russe : Загадочная натура) est une nouvelle d'Anton Tchekhov, parue en 1883.

## Historique
Une nature énigmatique est initialement publiée dans la revue russe Les Éclats, no 12, du 19 mars 1883, sous le pseudonyme A.Tchékhonté. Aussi traduite en français sous le titre Une nature mystérieuse.
Le récit décrit peut-être une rencontre vécue par l’auteur et fait référence à Dostoïevski et à son roman Crime et Châtiment.

## Résumé
Voldemar, jeune fonctionnaire et écrivain débutant, rencontre dans une voiture de chemin de fer de première classe un joli minois. La dame fait des manières et lui raconte son existence. 
Née dans un milieu modeste, elle veut à tout prix s’élever et fait de sa jeunesse une  « lutte constante contre mon milieu ». Elle s’est mariée avec un vieux général très riche dont elle supportait les étreintes en pensant à un avenir où elle pourrait choisir l’homme de sa vie.
Or, le général est mort, elle pourrait refaire sa vie, mais cela ne la tente plus : elle vient de rencontrer un autre vieillard fortuné.

## Édition française
- Une nature énigmatique, traduit par Madeleine Durand et André Radiguet, in Œuvres I, Paris, Éditions Gallimard, coll. « Bibliothèque de la Pléiade » no 197, 1968  (ISBN 978-2-07-0105-49-6).